# Округ Џексон (Џорџија)
Округ Џексон (енгл. Jackson County) је округ у америчкој савезној држави Џорџија.

## Демографија
По попису из 2010. године број становника је 60.485, што је 18.896 (45,4%) становника више него 2000. године.
| Група             | 2000.          | 2010.          |
| Белци             | 36.314 (87,3%) | 50.695 (83,8%) |
| Афроамериканци    | 3.234 (7,8%)   | 4.103 (6,8%)   |
| Азијати           | 398 (1,0%)     | 1.033 (1,7%)   |
| Хиспаноамериканци | 1.249 (3,0%)   | 3.736 (6,2%)   |
| Укупно            | 41.589         | 60.485         |